# Ichneumon rhicnodes
Ichneumon rhicnodes es una especie de insecto del género Ichneumon de la familia Ichneumonidae del orden Hymenoptera.

## Historia
Fue descrita científicamente por primera vez en el año 1965 por Townes, Momoi & Townes.